# Улица Асафьева
Улица Аса́фьева — улица в Выборгском районе Санкт-Петербурга. Проходит от улицы Композиторов до проспекта Энгельса.

## История
Название присвоено 4 июля 1977 года в память о русском советском композиторе Борисе Владимировиче Асафьеве.

## Пересечения
- улица Композиторов
- проспект Энгельса

## Транспорт
Ближайшая к улице Асафьева станция метро — «Проспект Просвещения» 2-й (Московско-Петроградской) линии.